# Paltothemis cyanosoma
Paltothemis cyanosoma là loài chuồn chuồn trong họ Libellulidae. Loài này được Garrison mô tả khoa học đầu tiên năm 1982.